# Cabezas Rubias
Cabezas Rubias és un poble de la província de Huelva (Andalusia), que pertany a la comarca d'El Andévalo. Limita a l'oest amb Santa Bárbara de Casa i Paymogo, al sud amb Puebla de Guzmán i Tharsis, a l'est amb El Cerro del Andévalo i Calañas; i al nord amb San Telmo, Aroche i Cortegana.